# タイセイヨウサケ
タイセイヨウサケ（大西洋鮭、学名 ラテン語: Salmo salar, 英語: Atlantic salmon）は、サケ科に属する魚類の一種である。大西洋の北部と、そこへ流入する河川に広く分布する。
日本ではタイセイヨウザケと連濁して発音されたり、英読の仮名転写で「アトランティック（またはアトランチック）サーモン」とも呼ばれたりする。特に流通・加工業者や釣り人に限らず、一般に後者のアトランティックサーモンの名で知られることが多い。ノルウェーで養殖されているものはノルウェーサーモンの名称で呼ばれることもある。回転寿司などで「サーモン」と表示されるのは本種と、ニジマスを海で養殖したトラウトサーモンが多い。
このように食用魚として取り引きされているものの、現在では、棲息していた河川へのダムの建設や水質汚染やGyrodactylus salarisの人為的移入により、野生個体群の資源量が減少した上に、海中飼育が容易で飼料の種類や飼育方法により食味を調整し易く、さらに天然漁獲の個体と違い寄生虫の懸念が少ないため、市場に流通する大半が養殖物である。
2023年のレッドリストでは、天然物のアトランティックサーモンが準絶滅危惧種に指定された。

## Salmonが意味するサケ
元来、英語の"Salmon"や同系のヨーロッパの語彙が指す魚は、この種である。そのためヨーロッパやアフリカ諸国、中近東といったユーラシア大陸西部では、単に英語で"Salmon"と言えば、通常は、このタイセイヨウサケ（またはタイセイヨウサケ属の同属他種との交配も含む多様な人為的品種改良種）を指す。
これに対して、マレーシアや中国大陸、台湾、日本などユーラシア大陸東部のアジア諸国の多くでは、単に「鮭」や、それに類する言葉を言った場合には、タイヘイヨウサケ属（Oncorhynchus）を指すことが一般的である。

## 身体の特徴

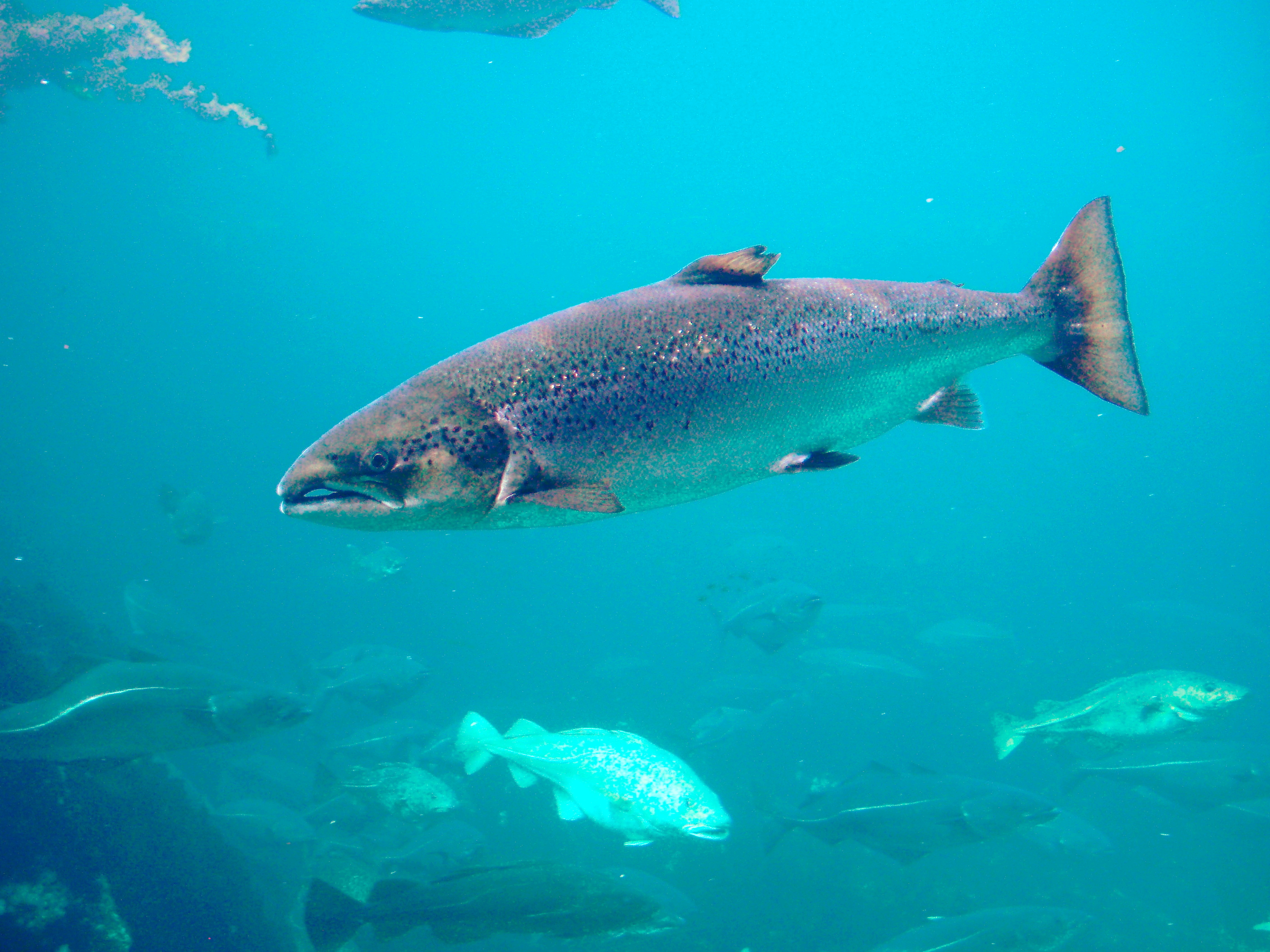
回遊するアトランティックサーモン

サケ類の中でタイセイヨウサケは比較的大型であり、成魚の全長は平均で90-110センチメートル程である。なお、特に大きな個体では、全長150センチメートル・体重40キログラム以上に達する。ただ、成魚の頭部は比較的小さく、体高は低い。頭部から背部にかけて黒点が散在する。
スモルト（降海する幼魚）の体側は銀色で、背部は暗い青緑色である。

## 生態

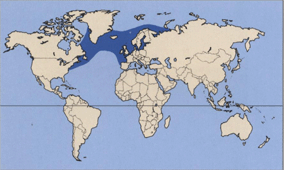
生息海域を示す図

大半はシロザケのように1回の産卵で死滅するが、同属のブラウントラウト（S. trutta, 茶色マス）やニジマス（Oncorhynchus mykiss, テツ）のように遡上・産卵・降海を複数回繰り返す個体も存在し、中には10年以上生きる例もごく稀にある。幾つかの湖と流入河川では、陸封型も見られる。

### 淡水生活期
サケ科魚類最大の特徴である母川回帰本能により、タイセイヨウサケも、成魚は自身が産まれた川に遡上して、9月から11月に産卵を行う。遡上の時期は3月から5月にかけての春先と夏季、産卵直前である。春先と夏季に遡上した個体は、秋の産卵期まで暫く河川で過ごす。産卵後の親魚の大半は死滅するが、再び降海・遡上する個体もいる。
孵化した稚魚は、初期はプランクトン、ある程度成長すると水生昆虫や小エビ、小魚などを食べて、充分に成長してから降海する。なお、孵化した稚魚が降海するまでの淡水域で暮らす期間は、サケ類の中で、タイセイヨウサケの場合は比較的長い。しかし、棲息する河川によって、その期間は大きく異なる。イギリスの例では、ロンドン周辺のテムズ川では大半の稚魚の河川残留期間が約1年であるのに対し、スコットランド北部の河川では4年以上残留する事例も見られる。

### 海洋生活期

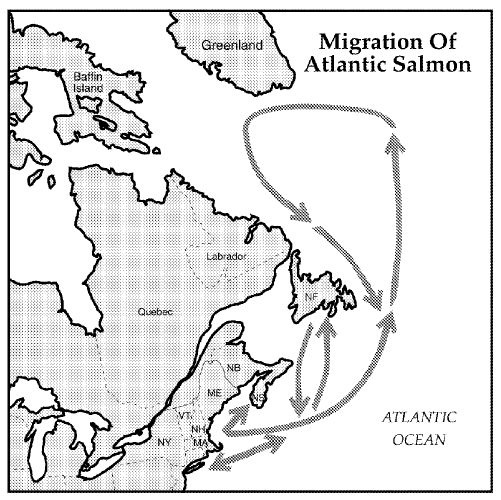
北アメリカ東海岸での回遊ルート

降海した幼魚は、北極圏に近い大西洋北部の海域を目指す。そこでは、多くの降海型サケ科と同様に、イカ、カイアシ類、エビ、アミ、魚類などを捕食しながら1年から4年かけて成魚へと成長する。

## 食材として
主にムニエルやフライ、コショウと食塩でシンプルな味付けをした素焼、煮物、燻製（スモークサーモン、ロックスなど）等にする。また、保存性を向上させるべく、塩蔵品（グラブラックスなど）に加工する場合もある。
卵巣も食され、イクラに加工する場合もある。
なお、刺身や寿司ネタとしても扱われる場合もあり、日本でも寿司ネタとして扱われる「サケ」は、ニジマスの降海型個体（いわゆるスチールヘッド）を養殖したサーモントラウトの他、養殖アトランティックサーモンが使われる場合もある。養殖物であれば、ヒトに感染する寄生虫を排除できるためである。
なお、別種であるマスノスケが日本の鮮魚店などでは「キングサーモン」の名称で販売される場合もある一方で、タイセイヨウサケ（アトランティックサーモン）が同じ「キングサーモン」の名称で並べられている場合もある。

## 釣りの対象として

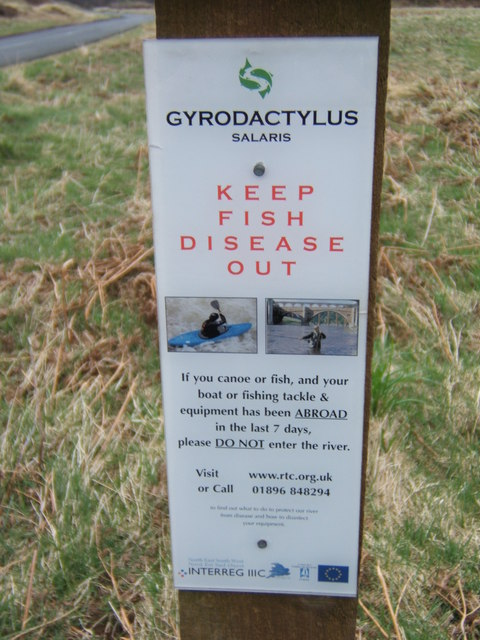
スコットランドのGyrodactylus salarisに関する看板

イギリスや北ヨーロッパの他、ロシア西部に至るまで、北大西洋に面する多くの国々では、古くから釣りの好対象として親しまれてきた。北アメリカ大陸の北東部ではセントローレンス川の河口付近、カナダのケベック州ガスペ半島にはタイセイヨウサケが遡上する大小様々な支流が無数にあり、タイセイヨウサケ釣りが盛んに行われてきた。カナダの大西洋沿岸全域やアメリカ合衆国のニューイングランド地方一帯の河川の多くにも生息しており、各自治体にもよるが、何も免許を有さずとも、入漁料さえ支払えば、料金に応じた制限数量内で許可されている事が多い。
一方で、タイセイヨウサケに感染する寄生虫の問題が出てきた。

## 養殖

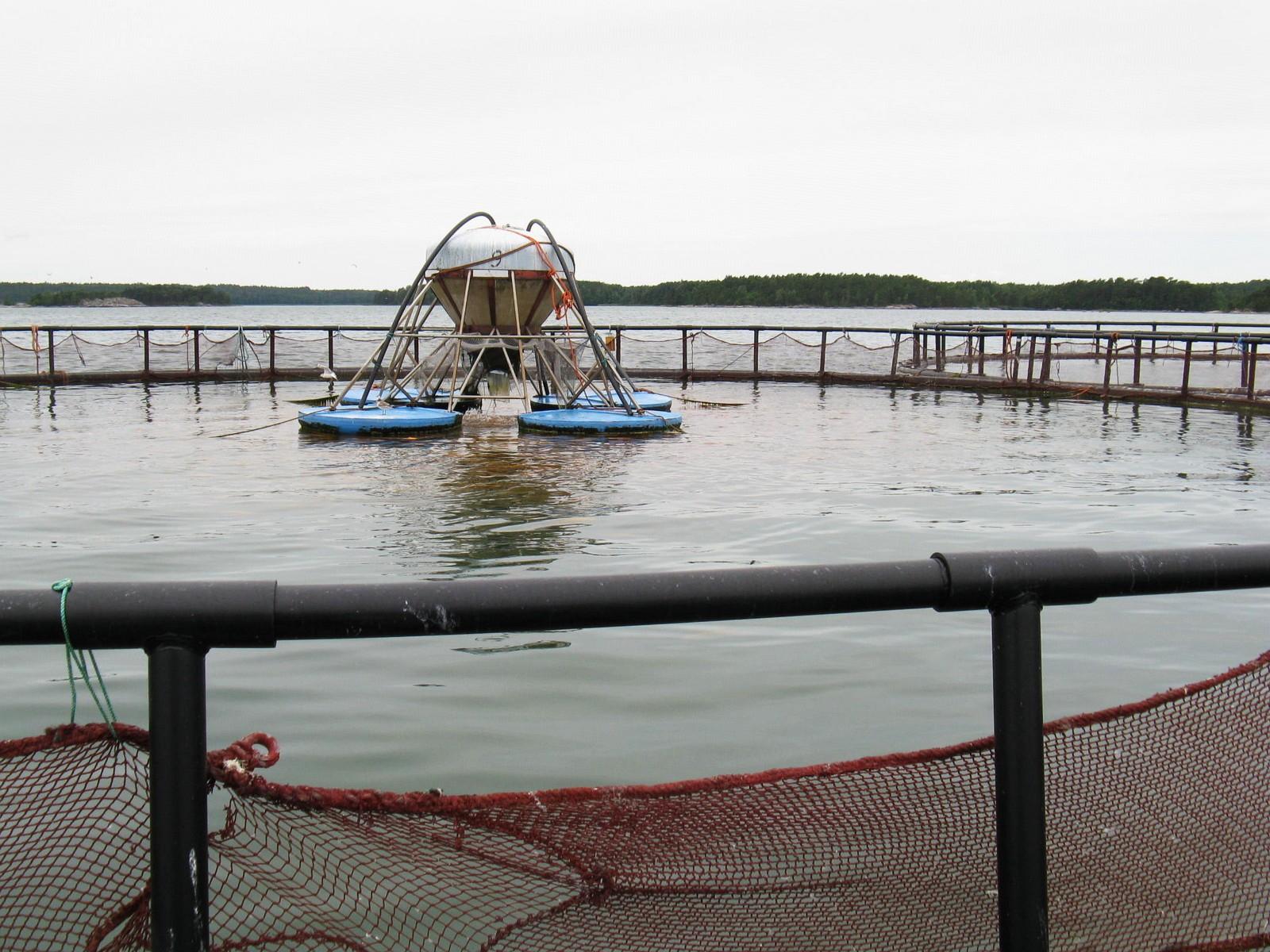
タイセイヨウサケの養殖場

タイセイヨウサケは北半球のカナダやノルウェー、イギリス、ロシアのほか、南半球のチリ、オーストラリアのタスマニア州などで大量に養殖されている。養殖されているタイセイヨウサケは、ほとんどがヨーロッパの個体群を祖先としているため、北米東海岸では養殖場から逃げたサケが野生のサケと交雑して起こる遺伝子汚染が懸念されている。北米西海岸では逃げたタイセイヨウサケが外来種として定着し、タイヘイヨウサケ属の個体群と限られた資源を巡って競争する可能性が懸念されている 。また、病気予防のために投与される薬品、餌の食べ残し、サケの排泄物による養魚場周辺の水質汚染の可能性も無視できない。
日本では、2022年にノルウェーのプロキシマーシーフードが静岡県小山町でアトランティックサーモンの陸上養殖施設の操業を開始し、2024年半ばからの出荷を見込んでいる。
| Salmonid production in tonnes by species | Salmonid production in tonnes by species | Salmonid production in tonnes by species | Salmonid production in tonnes by species | Salmonid production in tonnes by species |
|                                          | 1982                                     | 1982                                     | 2007                                     | 2007                                     |
| 種                                       | 天然                                     | 養殖                                     | 天然                                     | 養殖                                     |
| ---------------------------------------- | ---------------------------------------- | ---------------------------------------- | ---------------------------------------- | ---------------------------------------- |
| タイセイヨウサケ                         | 10,326                                   | 13,265                                   | 2,989                                    | 1,433,708                                |
| スチールヘッド                           |                                          | 171,946                                  |                                          | 604,695                                  |
| ギンザケ                                 | 42,281                                   | 2,921                                    | 17,200                                   | 115,376                                  |
| マスノスケ                               | 25,147                                   |                                          | 8,906                                    | 11,542                                   |
| カラフトマス                             | 170,373                                  |                                          | 495,986                                  |                                          |
| サケ                                     | 182,561                                  |                                          | 303,205                                  |                                          |
| ベニザケ                                 | 128,176                                  |                                          | 164,222                                  |                                          |

| Total salmonid production | Total salmonid production | Total salmonid production | Total salmonid production | Total salmonid production |
|                           | 1982                      | 1982                      | 2007                      | 2007                      |
|                           | tonnes                    | percent                   | tonnes                    | percent                   |
| ------------------------- | ------------------------- | ------------------------- | ------------------------- | ------------------------- |
| 天然                      | 558,864                   | 75                        | 992,508                   | 31                        |
| 養殖                      | 188,132                   | 25                        | 2,165,321                 | 69                        |
| 合計                      | 746,996                   |                           | 3,157,831                 |                           |

### 遺伝子組み換えによる種の開発
養殖技術が確立しているタイセイヨウサケに、マスノスケ（キング・サーモン）の成長促進遺伝子を組み込んだ種の開発が実用化段階にあり、2010年時点、アクアバウンティ・テクノロジーズ (AquaBounty Technologies) によりアメリカ食品医薬品局の認可を待っている状態にある。認められれば、アメリカ国内における遺伝子組み換え動物による食品第1号となる。
2015年11月19日、アメリカ食品医薬品局（FDA）により食品としての安全性が認可された。遺伝子組み換えについてのラベル表示は義務づけられなかった。2017年、カナダで遺伝子組み換えであることを表示せずに流通していることが確認され、環境保護団体が販売を中止する要請を出すなどの動きがあった。2019年には輸入制限が解除されカナダから受精卵をアメリカに輸入することが可能になり、アメリカでの養殖が可能になった。2021年5月、アメリカでの販売も開始された。2023年2月、アクアバウンティ社のCEOは、カナダのプリンスエドワード島での遺伝子組み換えアトランティックサーモンの生産を中止し、遺伝子組み換えではないサケ卵の生産に転換することを発表した。

## 保護
アメリカ合衆国東海岸メイン州メイン湾のセントクロワ川河口を除くケネベック川下流の支流を母川とする個体群は、絶滅の危機に瀕する種の保存に関する法律により絶滅危機（"endangered"）個体群に指定されている。